# Port lotniczy Mangochi
Port lotniczy Mangochi – port lotniczy zlokalizowany w mieście Mangochi, w Malawi.